# Hipótesis greco-indo-armenia
La hipótesis greco-indoiranio o greco-indo-armenia es una conjetura de agrupación lingüística, dentro de la familia indoeuropea, según la cual las ramas helénica (griega), armenia e indoirania formarían un subgrupo o clado filogenéticamente válido, de acuerdo con esta hipótesis, sería posible reconstruir un proto-grego-indoiranio, descendiente del proto-indoeuropeo, del que derivarían el proto-helénico, el proto-armenio y el proto-indoiranio.
Además, se supone que el grupo greco-armeno-ario se habría ramificado del tronco indoeuropeo matriz a mediados del III milenio a. C..

## Relación con el posible Urheimat
En el contexto de la hipótesis de los kurganes, el greco-indoiranio sería una forma de "protoindoeuropeo tardío" o "indoeuropeo tardío" para sugerir que el griego forma un grupo dialectal, que corresponde a la última etapa de unidad lingüística en la patria indoeuropea a principios del tercer milenio antes de Cristo. Hacia el 2500 a.C., el protogriego y el protoindoiranio ya se habían separado, desplazándose hacia el oeste y el este de la estepa póntica, respectivamente.
Si el greco-indoiranio es un grupo válido, la ley de Grassmann del griego y el sánscrito tendría entonces un origen común. Sin embargo, la ley de Grassmann en griego parece posterior a ciertos cambios fonéticos que sólo se produjeron en griego y no en sánscrito, lo que sugiere que no pudo ser heredada directamente de una etapa común greco-aria. Más bien, es más probable que un rasgo areal se extendiera por una zona de habla greco-indoirania entonces contigua. Eso habría ocurrido después de que las primeras etapas del protogriego y del protoindoiranio se hubieran convertido en dialectos separados, pero antes de que dejaran de estar en contacto geográfico.

## Discusión científica
La evidencia de la existencia de un subclado greco-indoiranio fue dada por el examen de Wolfram Euler de 1979 sobre los rasgos compartidos en la inflexión nominal griega y sánscrita. La hipótesis greco-indoirania es recurrente en estudios de mitología comparada como el de Martin Litchfield West (1999) y Calvert Watkins (2001).
Una teoría ampliamente rechazada hipótesis ha situado al griego en un subclado greco-armenio del indoeuropeo, aunque algunos investigadores han integrado ambos intentos incluyendo también la armenio en una hipotética familia lingüística greco-armeno-aria, dividida además entre la protogriega (posiblemente unida a la frigia) y llegando así a un subclado armeno-ario, el putativo ancestro del armenio y de las indoiranias.
El greco-indoiranio tiene un apoyo comparativamente amplio entre los indoeuropeístas que apoyan la hipótesis armenia, que afirma que la patria de la familia lingüística indoeuropea estaba en las tierras altas de Armenia.